# PKF Titans Stuttgart
Die PKF Titans Stuttgart ist ein Basketballverein aus Stuttgart.

## Geschichte
Der Verein wurde 1946 als GC Degerloch gegründet und 1950 unter diesem Namen Deutscher Meister. Es folgte eine erneute Namensänderung (SV Degerloch). In dieser Zeit gehörte sie zur süddeutschen Spitze (zweitklassige „Südliga“). Unter anderem gab es Teilnahmen an der Endrunde zur deutschen Meisterschaft und einem süddeutschen Pokalsieg.
Einer der bekanntesten Spieler war Heinz Neef mit 14 Länderspielen (Teilnahme an der Europameisterschaft in Moskau 1956).
1976 waren sie Oberliga-Meister (als TuS Stuttgart) und stiegen in die Regionalliga auf. In der Folgezeit musste man einen stetigen Abstieg hinnehmen. Im Jahr 1990 aus der Landesliga, bis hin zum Abstieg in die Kreisliga B 1996. Seit 2019, nach vielen Jahren extrem guter Jugendarbeit und vielen Aufstiegen, sind die PKF Titans Stuttgart, wie sie heute heißen, in der Regionalliga angekommen.
Die Damenmannschaft war in der Saison 2018/19 auch erfolgreich und stieg in die Oberliga Württemberg auf. Außerdem wurden in derselben Saison Bezirkspokalsieger.
In der Saison 2022/23 konnten die Damen um Headcoach Keno Nied die Oberliga-Meisterschaft mit einer Bilanz von 16-0 (16Siege, 0 Niederlagen) gewinnen. Somit treten sie in der Saison 2023/24 das erste Mal in der Geschichte des Vereins in der Regionalliga Baden-Württemberg (dritthöchste Liga in Deutschland) an.
In der Saison 2023/24 gewinnen sowohl Herren, als auch die Damen den BBW Pokal.
In der Saison 2024/25 schließen die Herren die Saison auf dem 2. Platz ab.  Sie können aber leider nicht aufsteigen, weil nur der 1. Platz aufsteigt.
In der Saison 2024/25 holen sich beide Back-to-Back den BBW Pokal.
Die PKF Titans sind der sechstälteste noch aktive Verein im Deutschen Basketball Bund (DBB).

## Erfolge
Erfolge der Herrenmannschaft:
- 1950: Deutscher Meister
- 1976: Oberligameister
- 2017: Landesligameister und Aufstieg in die Oberliga
- 2019: Oberligavizemeister und Aufstieg in die Regionalliga Baden-Württemberg
- 2024: BBW Pokalsieger
- 2025: 2. Platz in der 2. Regionalliga, aber leider kein Aufstieg, weil nur der 1. Platz aufsteigt
- 2025: Back-to-back BBW Pokalsieger

Erfolge der Damenmannschaft:
- 2019: Aufstieg in die Oberliga Württemberg und Bezirkspokalsieger
- 2023: Ungeschlagen Oberliga-Meister und Aufstieg in die Regionalliga Baden-Württemberg
- 2024: BBW Pokalsieger
- 2025: Back-to-back BBW Pokalsieger

## Spielstätten
- Ruth-Endress Halle, Königsträßle 37 (500 Zuschauer)[4]
- Sporthalle Waldau, Georgiiweg 7 (ca. 300–400 Zuschauer)

## Bekannte Spieler
- Heinz Neef
- Danilo Mitrovic
- Phillip Walz
- Niels Menck

## Preise
- 2007: Jugendförderpreis des Basketballverbandes Baden-Württemberg